# Falak (film)
A Falak Kovács András 1968-ban bemutatott fekete-fehér filmdrámája.
A film forgatására rendkívül érdekes történelmi pillanatban került sor. A párizsi diáklázadásokat megelőző hónapokban Párizsban, az új gazdasági mechanizmus bevezetése (1968. január 1.) majd a reformok megtorpanása, visszafogása előtt, pár hónappal a csehszlovákiai bevonulást megelőzően Budapesten.
A filmben mellékszereplőként feltűnik egy pillanatra Liska Tibor közgazdász és Jancsó Miklós filmrendező is.

## Szereplők
- Benkő Béla – Gábor Miklós
- Ambrus László – Latinovits Zoltán
- Erzsi, Benkő felesége – Bánki Zsuzsa
- Anna, Ambrus felesége – Szemes Mari
- Ferenczi Géza – Mensáros László
- Zsuzsa – Drahota Andrea
- Szamosi Endre – Ráday Imre
- Pierre Lendvai (Péter) – Philippe March (magyar hangja Velenczey István)
- Marie, Lendvai felesége – Bernadette Lafont
- Márta, Erzsi húga – Tóth Judit
- Főszerkesztő – Major Tamás
- Pál, újságiró – Iglódy István
- Bereczki – Benedek Árpád
- I. vendég – Avar István
- II. vendég – Tomanek Nándor
- III. vendég – Koltai János
- IV. vendég – Ruttkai Ottó
- V. vendég – Liska Tibor
- Sisák Károly – Fonyó József
- A főszerkesztő titkárnője – Győri Ilona
- Király Jenő – Szabó László (szinkronhangjaː Tordy Géza)
- Benkő másik munkatársa – Pecsenke József
- Követségi alkalmazott – Szilágyi Tibor

További szereplők: Cserhalmi Anna, Erőss Tamás, Fonyó Emmi, Gurnik Ilona, Lóránd Hanna, Tallós Endre, Jancsó Miklós

## A történet
Benkő Béla műszaki igazgató két munkatársával Irakban tárgyalt. Sietnének haza, de Párizsban váratlanul néhány órás szabadidőhöz jutnak. Benkő a váratlan lehetőséget kihasználva felkeresi tíz éve nem látott régi egyetemista barátját, aki 56-ban Franciaországban telepedett le. Lendvai bemutatja fiatal francia feleségét, de Benkő nem tud igazán feloldódni, mert értesítést kapott Budapestről, hogy barátja, beosztottja, Ambrus László mérnök beolvasott a vezérigazgatónak, és ezért komoly fegyelminek néz elébe, aminek akár fegyelmi úton való elbocsájtás is lehet a következménye. Benkő a rendszer elkötelezett híve, a háború utáni első, tanult, képzett vezető réteg elismert tagja, de még neki is kellemetlenségeket okozhat barátja meggondolatlansága. Ennek ellenére ő barátja megmentésének lehetőségein töpreng.
Ambrus Pesten állásából felfüggesztve a fegyelmijével kapcsolatos döntésre vár. Találkozik néhány barátjával, kollégájával.
Zsuzsa, aki a vezérigazgatónak is régi, közeli munkatársa, barátja, próbál valamiféle közvetítő szerepet felvenni, és lebeszélni Ferenczit a fegyelmi megindításáról.
Ambrus felesége is, aki bár nem a vállalatnál dolgozik, próbál támogatást találni. De úgy érzékelik, hogy a levegő fagyossá vált körülöttük. Leginkább a már előzőleg is lazább kapcsolatban álló kollégák próbálnak minél nagyobb távolságot tartani.
Este Ambrus feleségével egy baráti társaságban vendégeskedik. A vendégek mindannyian vezető posztokat töltenek be a gazdasági élet különféle területein. Szóba kerülnek a kor, a gazdasági reformok, az új gazdasági mechanizmus fő társadalmi és gazdasági kérdései. Ambrus saját konfliktusainak gyökereit is ebben, a régi és az új szemléletű vezetés közötti szembenállásban látja.
Benkő végre hazaérkezik, és felkeresi Ambrust, aki magyarázatot próbál adni az igazgatóval szembeni heveskedésére. Benkő áttekinti a tőle kapott vállalati iratokat, és vállalja, hogy – a várható még hatalmasabb és immár így őt személy szerint is veszélyeztető botrány ellenére – a tények alapján Ambrus mellé állva szembehelyezkedjen a vezérigazgatóval.

## A forgatási helyszínek
A film párizsi utcai jeleneteit eredeti helyszíneken forgatták. Kivéve a követségi és a szállodai recepciónál illetve a szállodai szobában játszódó jeleneteket. A bár, ahol Jancsóval találkoznak a Chez Georges (a Boulevard du Montparnasse és Boulevard Saint Michel kereszteződése közelében). Feltűnik a Ferihegyi repülőtér régi, később 1-esnek nevezett terminálja. A budapesti felvételek közül külön érdekes az éjjeli Rákóczi út képe. Továbbá a Lánchíd pesti hídfőjének környéke a Gresham-palotával nappal.

## Érdekességek
- A film abba a társadalmi és gazdasági változásokhoz, a reformok elindulásához fűződő reményeket, várakozásokat megjelenítő filmek ívébe illeszkedik, amelynek első, korai darabja a Megszállottak (Makk Károly, 1962), lezárója darabja pedig talán Kovács 1971-es Staféta című filmje. Ebbe az ívbe illeszkedik Kovács 1964-es Nehéz emberek című dokumentumfilmje és Bacsó 1971-es Kitörése is.
- Lendvay gazdag francia feleségének szavai, újsüttetű Mao és Kína-szimpátiája megelőlegezték azt a szterotíp vélekedést, amely szerint az 1968-as események a párizsi úrifiúk, egyetemisták divatlázongása volt. S amely megjelenik az 1971-es Staféta című filmjében is.
- A jelképes címadó jelenetet, amelyet Benkő unszolására eljátszanak Lendvai feleségének a párizsi utcán, Kovács az 1949-es VIT-en látta.[3]
- Liska Tibor közgazdász szerepét eredetileg hivatásos színész játszotta volna, de nem tudták megfelelően beleélni magukat Liska lendületes, szenvedélyes stílusába, így végül Kovács András úgy döntött, vele mondatja el a szöveget. Liska ezt követően még két Bacsó Péter filmben is, az 1970-es Kitörés és az 1971-es Jelenidő című filmjében is szerepelt.

## Díj
- A IV. Magyar Játékfilmszemle Fődíja, 1968

## Dokumentumfilm
- Negyedik Játékfilmszemle Pécsett 1968